# Il venait d'avoir 18 ans
Il venait d'avoir 18 ans ("Aveva appena compiuto 18 anni") è un singolo di Dalida pubblicato in 7" nel 1973.

## Descrizione
La titletrack, contenuta nell'album Julien dello stesso anno, è stata scritta da Pascal Sevran, Serge Lebrail e Pascal Auriat ed è ispirata al romanzo di Colette Il grano in erba, citato nel suo adattamento cinematografico nella versione francese del brano.
Il singolo fu un successo mondiale (fu primo in ben nove paesi) nel 1974 e vinse il premio dell'Académie du Disque français nel 1975. Numerosi sono stati gli adattamenti in altre lingue: oltre che in italiano (18 anni), è stato inciso da Dalida anche in inglese (He Must Have Been Eighteen), tedesco (Er war gerade 18 Jahr), spagnolo (Tenía 18 años) e giapponese (Jūhassai no kare).
La canzone racconta la notte d'amore tra una donna di 36 anni ed un diciottenne. La tematica principale non è tuttavia lo scalpore che potrebbe suscitare la relazione tra una donna fatta e un giovane ragazzo, anche in considerazione dell'epoca in cui il brano è uscito. Piuttosto esprime la malinconia per il tempo che passa: si parla di "autunni", anziché delle canoniche "primavere". Il testo mette infatti a confronto lo stato d'animo differente di due persone appartenenti a generazioni diverse: il diciottenne vive con spavalderia la propria età, ma mostra ancora tutta l'ingenuità della giovinezza, mentre lei, più matura e consapevole, assapora il momento pur sapendo che sarà effimero. Per una volta, è stato comunque bello per questa donna comportarsi e truccarsi come una ragazzina di 18 anni; soltanto alla fine di quella notte, lei si rende conto della realtà, ovvero di non aver più quell'età da tempo.

## Tracce

### Versione francese (45 giri)
1973 - Vinile Promozionale
1. Il venait d'avoir 18 ans (Lebrail, Sevran, Auriat)
2. Non ce n'est pas pour moi

1974
1. Gigi l'amoroso
2. Il venait d'avoir 18 ans

### Versione giapponese (45 giri)
1. Jūhassai no kare (１８才の彼, riportato nelle prime stampe come Jūhassai no natsu (１８才の夏? "L'estate dei 18 anni"))
2. Avec le temps

### Versione inglese
1. He Must Have Been Eighteen

### Versione italiana (45 giri)
maggio 1974
1. 18 anni – 2:54 (Arnaldi, Lebrail, Sevran, Auriat)
2. Per non vivere soli

1974
1. On the Run (Scorched Earth)
2. 18 anni (Arnaldi, Lebrail, Sevran, Auriat)

### Versione spagnola
1. Tenía 18 años

### Versione tedesca (45 giri)
1. Er war gerade 18 Jahr
2. Gigi, Der Geliebte (versione in tedesco di Gigi l'amoroso)

## Cover
- Patty Pravo reinterpreta Il venait d'avoir 18 ans nel 2007, nell'album Spero che ti piaccia...Pour toi..., omaggio a Dalida a vent'anni dalla morte.
- Franco Battiato canta Il venait d'avoir 18 ans con Sepideh Raissadat nel 2008, nell'album Fleurs 2.
- Lara Fabian reinterpreta Il venait d'avoir 18 ans nel 2009, nell'album Toutes Les Femmes En Moi.